# Nová Ves (ort i Tjeckien, Mellersta Böhmen, lat 50,22, long 14,54)
Nová Ves är en ort i Tjeckien.   Den ligger i regionen Mellersta Böhmen, i den centrala delen av landet, 17 km nordost om huvudstaden Prag. Nová Ves ligger 185 meter över havet och antalet invånare är 230.
Terrängen runt Nová Ves är platt. Runt Nová Ves är det mycket tätbefolkat, med 1 754 invånare per kvadratkilometer. Närmaste större samhälle är Prag, 16,7 km sydväst om Nová Ves. Trakten runt Nová Ves består till största delen av jordbruksmark.